# Малабарская жаба
Малабарская жаба (лат. Duttaphrynus hololius) — вид жаб из рода Duttaphrynus. Редкая жаба, обитающая на скалах в Восточных Гатах и на плато Декан полуострова Индостан.

## Внешний вид и строение
На макушке этой жабы отсутствуют костные гребни, морда короткая, выдающаяся. Межглазничное пространство такое же широкое, как и верхнее веко; барабанная перепонка сильно выделяется, она почти такая же большая, как глаз, и расположена близко к нему. Пальцы передних конечностей короткие, первый немного выступает за второй. Пальцы задних конечностей короткие, перепончатые только у основания. Подсуставные бугорки одиночные, не очень выступающие. Есть два небольших плюсневых бугорка, а тарзальной складки нет. Тарзо-плюсневое сочленение на уровне глаза. Кожа гладкая, спина с плоскими и гладкими, отчетливо пористыми железистыми пятнами. Околоушные железы плоские. Верхняя сторона тела оливковая, с коричневым мраморным рисунком. Нижняя сторона тела без пятен. Длина тела от кончика рыла до анального отверстия около 5,08 см.

## Распространение
Duttaphrynus hololius обнаружена на скалистых холмах и обнажениях горных пород в сельском округе Бангалор в Карнатаке, Хосура , Джинджи и холмах Джавади в Тамил Наду, Читтура, Неллуру, Вишакхапатнама, также на плотине ГЭС Нагарджуна Сагар в Андхра-Прадеше и Телингане. Вид также встречается в заповеднике тигров Нагарджунсагар-Шрисайлам и, возможно, но это требует проверки, в национальном парке Баннергхатта. Ранее считали, что она встречается в Западных Гатах, однако это ошибка.

## Образ жизни
Этот необычный вид жаб сильно привязан к скалистым местам; он встречается только в местах с преимущественно каменистым субстратом и валунами. Считается ночным видом, питающимся насекомыми. Duttaphrynus hololius активна во время дождей. Размножается, откладывая икру в стоячих лужах и прудах, образующихся только на каменистых поверхностях. Головастики выводятся и развиваются в лужах на скалах и камнях. Молодь напоминает окрасом взрослых животных, но гораздо более яркая: на теле у неё яркие алые пятна. Уплощённая форма тела может быть приспособлением к жизни на скалах.
Угрозы Duttaphrynus hololius точно не известны, но возможна потеря среды обитания. У этого вида раздробленная и сокращающаяся популяция, и в последнее время встреч с ним не было вплоть до 2009 года, когда он был снова замечен в лесном округе Хосур. После этого было сделано ещё несколько наблюдений в Томмагуддае, хребте Амбур, Тируппаттуре, Веллоре, и ещё три раза его видели в 2012 году.